# Шкода, завдана тварині
Шкода, завдана тварині — будь-яка дія, навмисна чи ні, яке посягає на сьогодення або майбутнє благополуччя тварини (особини або  популяції, виду в цілому) за допомогою зневаги або обмеження будь-якого з  прав тварин, позбавлення тварини правильного здійснення її  генетично запрограмованого потенціалу.

## Відшкодування збитків
Згідно з принципами  екологічної етики збиток, нанесений тварині, повинен бути відшкодований. У всіх випадках компенсаційні заходи набувають форму того чи іншого сприяння або захисту тварин. Чим більше завдано збитків, тим більша потрібно компенсація для виконання моральних зобов'язань в результаті спричиненої несправедливості. Часто застосовувані способи відшкодування збитку — створення територій  природно-заповідного фонду, відновлення порушеної якості навколишнього середовища, допомога тваринам, ослабленим або травмованим в результаті людської діяльності у набутті ними колишнього здорового стану, розведення рідкісних видів тварин з їх подальшою  реакліматизацією.
Якщо збиток тваринам було завдано в результаті незаконних навмисних дій, він виплачується у вигляді грошової компенсації. Найвища компенсація виплачується за нанесення збитку тваринам, занесеним до  Червоної книги України.